# Senseo

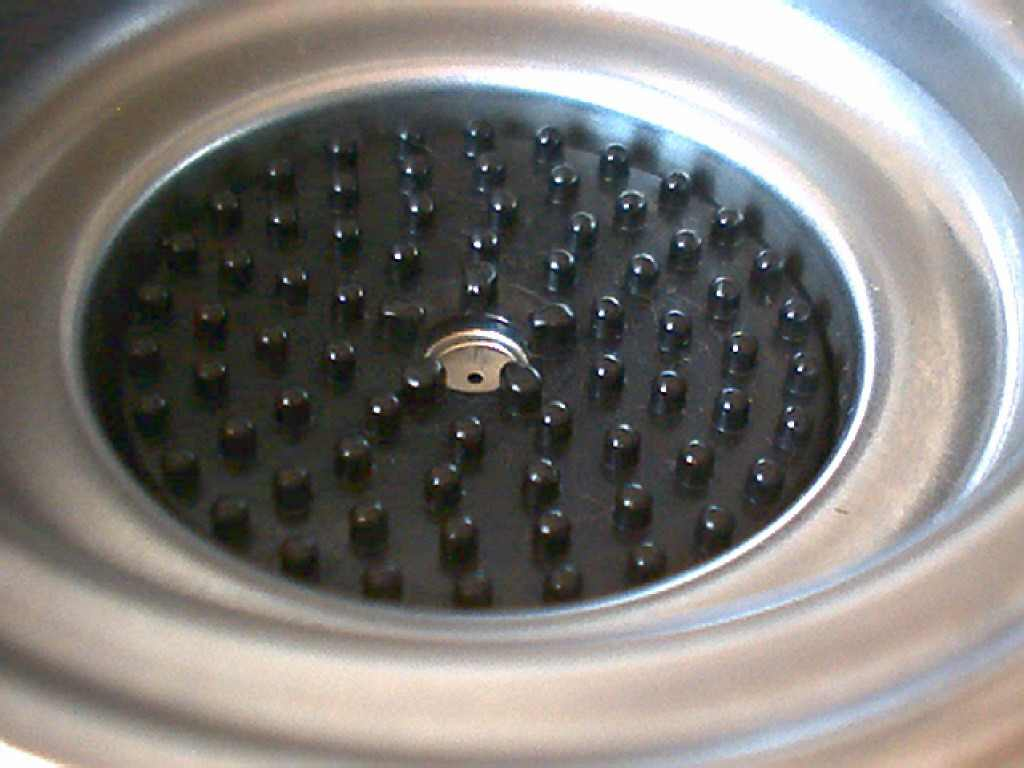
Gaatje in padhouder, oorsprong van de schuimvormende koffiestraal

Een Senseo is een koffiezetapparaat dat door Douwe Egberts en Philips in nauwe samenwerking is ontwikkeld en in februari 2001 op de markt gebracht, aanvankelijk als Senseo Crema. Het concept van de techniek is door WeLL Design ontwikkeld en daarna vergaand geoptimaliseerd door Philips. De vormgeving van de eerste Senseo is gedaan door WAACS Design. In de eerste vier jaar werden er wereldwijd meer dan 15 miljoen exemplaren verkocht. De Senseo onderscheidt zich van de traditionele filterkoffiemethode door het gebruik van de koffiepads, de tijdwinst van watertoevoer onder druk, en een schuimlaag. De koffiepads kunnen gewoon in de supermarkt worden gekocht.

## Werking
Voor het koffiezetten wordt een pad (Engels voor kussentje) met gemalen koffie in de padhouder geplaatst. Heet water wordt naar het compartiment met de koffiepad gepompt, waar de extractie van het koffiemaalsel gedurende een halve minuut plaatsvindt. Het koffiewater spuit via een klein gaatje onder in de padhouder een volgend compartiment binnen, waarbij schuim ontstaat door de botsing van de straal op koffiewater onder in het compartiment.
Het water wordt uit het reservoir naar de koffiepad gepompt door een vibratiepomp met een karakteristiek hard zoemend geluid. De Senseo heeft een extern waterreservoir waarvan het waterniveau wordt gepeild met een magnetische vlotter. Als de vlotter de bodem van het reservoir bereikt activeert een sensor een knipperlicht dat attendeert op de noodzaak van bijvullen.

## Smaak
Senseokoffie is qua smaak te vergelijken met filterkoffie. Door de geringe overdruk die de pomp genereert (circa 1,5 bar, veel lager dan de voor espresso vereiste 9 bar) bevat de koffie veel minder aroma dan espresso en is hij veel minder geconcentreerd. Het schuim lijkt qua uiterlijk op de crema van espresso, maar is veel minder aromatisch en stevig.
De smaak (en de hoeveelheid schuim) kan verbeterd worden door de koffie even voor te wellen door het apparaat even uit te zetten na de eerste seconden van doorlopen. Als alternatief hiervoor kan de koffiepad hiervoor ook licht vochtig worden gemaakt onder de kraan voordat deze in de padhouder wordt geplaatst.
Oorspronkelijk bevatte een koffiepad 7,5 gram. Dit is later door Douwe Egberts teruggebracht tot 7 gram. Eind 2012 erkende het bedrijf dat dit vanwege kostenbesparing werd gedaan en dat het gewicht inmiddels weer op 7,5 gram is teruggebracht.
In februari 2013 uitte Douwe Egberts-topman Bennink zich tegenover de Volkskrant kritisch over de smaak van Senseo en de 'kwaliteitsperceptie' bij de consument.

## Octrooien
Verschillende delen van de Senseo zijn beschermd door octrooien. Daaronder vallen bijvoorbeeld het principe om crema te genereren op de koffie en het sluitmechaniek van de kop van het apparaat. Douwe Egberts heeft geprobeerd octrooi te krijgen op koffiepads voor de Senseo. Het octrooi werd op 31 augustus 2006 door het Europees Octrooibureau ongeldig verklaard omdat het te weinig innovatief was. Die uitspraak maakte in heel Europa de weg vrij voor concurrenten om koffiepads voor de Senseo op de markt te brengen.

## Problemen
In 2009 maakte Philips bekend dat er problemen konden voorkomen met bepaalde versies van de Senseo. De boiler van die versies kon ontploffen door een combinatie van zware kalkafzetting die de uitlaat blokkeerde en een defecte temperatuursensor. De storing heeft zich in de praktijk voorgedaan. Philips heeft alle exemplaren van de verdachte serie teruggeroepen om de boiler te vervangen door een veilig model. 
Op de site van Philips konden mensen controleren of hun apparaat behoorde tot de verdachte serie door het serienummer in te voeren. Wie een verdacht apparaat had, kreeg een verzoek om het apparaat terug te sturen. Hiervoor diende via de site een formulier te worden ingevuld en verstuurd. Ze kregen dan eerst een ontkalkingssetje toegestuurd om hun apparaat te ontkalken, zodat zware kalkafzetting kon worden voorkomen. Enkele weken later werd dan een verpakking toegestuurd, waarin het apparaat diende te worden weggebracht naar het dichtstbijzijnde inleverpunt. Vanaf hier ging het apparaat dan naar de werkplaats van Philips waar de boiler werd vervangen. Zodra het apparaat klaar was, werd het terugbezorgd. Wereldwijd ging het om 7 miljoen toestellen; de geschatte kosten van de terugroepactie waren 30 miljoen euro.
In de uitneembare koffiepadhouder zitten minieme gaatjes, vrijwel onzichtbaar met het blote oog, tenzij men een lichtbron erachter houdt. Veel problemen als lekken en afname hoeveelheid ontstaan doordat deze gaatjes verstoppen. Dit kan worden verholpen door de houder te reinigen met azijn of in de vaatwasser. Wie geen vaatwasser heeft kan in plaats daarvan de houder ook gewoon met de hand afwassen.  
Na verloop van jaren ontstaat in een beperkt aantal gevallen een probleem waarbij de Senseo afslaat tijdens het opwarmen of zetten van de koffie. Dit kan vaak door een elektronicamonteur opgelost worden door een condensator te vervangen. In Nederland en Vlaanderen hebben een aantal Repair Cafe's gezamenlijk een handleiding gemaakt voor alle storingen en problemen met Senseo's, inclusief oplossingen. De Senseo was namelijk het apparaat waarmee bezoekers het vaakst mee naar een Repair Café kwamen.

## Variaties

Versterkte circulatie in chocomelcup

In 2008 is een nieuwe variant Senseo op de markt gebracht, waarbij ook cappuccino en andere koffievarianten op basis van verse melk gezet kunnen worden. De Senseo kan ook warme chocolade maken door middel van speciale cups met een versterkte circulatie.
In 2009 lanceerde Philips de SENSEO Quadrante, een rechthoekige variatie op het model uit 2001.
Eind 2012 kwam de Senseo Sarista op de markt met als belangrijkste kenmerk koffie die gezet wordt van koffiebonen die door het apparaat zelf worden gemalen. De bonen bevinden zich in een verwisselbare houder. Verschillende smaken zijn te koop. Inmiddels (2017) is deze machine niet meer te koop in Nederland.
In 2014 werd de nieuwe Senseo Up gepresenteerd, het is met 22,6 cm hoogte de kleinste Senseo en is verkrijgbaar in verschillende kleuren. De Senseo Up is energiezuiniger doordat het apparaat zichzelf direct uitzet na gebruik.